# Санжаровка (приток Лугани)
Санжаровка — малая река в Луганской области Украины, в верхнем течении протекает по границе Донецкой и Луганской областей, правый приток реки Луганки (бассейн Северского Донца).

## География
Берёт начало в местности к северо-западу от села Вергулёвки. От истока до села Полевого в Луганской области русло реки служит границей между Луганской и Донецкой областями. Впадает в реку Луганку в черте посёлка Калиново.

### Притоки
Горелый ручей (правый, исток в районе Степановки).

## Населённые пункты
- Санжаровка (левый берег — Донецкая область)
- Полевое (правый берег — Луганская область)
- Надаровка
- Веселогоровка
- Калиново (посёлок вытянут вдоль всего нижнего течения, охватывая устье на Луганке)

## Экологические проблемы
Водоём является объектом сильнейшего техногенного воздействия. В связи с остановкой сброса шахтных вод в связи с закрытием шахт в Луганской области в 2000-е годы произошло существенное изменение гидрологического и гидрохимического режима реки.